# Aes Dana (группа)
Aes Dana — французская фолк-блэк-метал группа. Располагается в Париже. Название группы в переводе с древнеирландского значит «люди искусства».
Группа сочетает такие элементы блэк-метала, как гроул и тяжелый гитарный звук, с традиционными кельтскими инструментами, такими как ирландская флейта или бомбарда. Эти характеристики, исходящие от различных влияний ранней группы (дэт-метал, блэк-метал, грайндкор, а также народная музыка), придают особый штрих к их музыке.
В их текстах (на французском языке в своих последних альбомах) часто встречается северо-европейская мифология и её окрестностей.

## История
Aes Dana образована в 1994 году Аморгеном (ирландская флейта) и Талисином (гитара), к которым вскоре присоединились Видар (вокал), Шторм (ударные) и Кристоф (бас). В 1996 году группа выпустила демо Chroniques du crépuscule.
В 1997 и 1999 годах Кристоф был заменен Миламбре и Шторм — Хуаном Жолокаустом. Сет присоединился к группе как второй гитарист.
Группа записалf свой первый полноформатный альбом в 2000 году. В том же году Сет покинул группу, его вскоре заменил Тилион.
В том же году эта группа начала использовать новый традиционный инструмент — зурну.
Они записали свой второй альбом под названием La Chasse Sauvage в 2001 году и Formors в 2005 году.
В 2006 году Аид покинул состав, а позже его заменил Мирддин. Тализин вернулся на замену Бенуа, а Иреэль — на замену Тилону.

## Состав группы

### Текущие участники
- Vidar — вокал (1994-)
- Taliesin — гитара (1994—2005, 2008—)
- Ireel — гитара (2008-)
- Milambre — бас (1997-)
- Myrddyn — ирландская флейта (2006-)
- Wilfrid Rodel — ударные и перкуссия (2009-)

### Бывшие участники
- Amorgen — ирландская флейта и бомбарда (1994—2004), принимал участие в Bran Barr
- Tilion — гитара (2000—2008)
- Aegir — гитара (2005—2008)
- Storm — перкуссия (1994—1999), принимал участие в Antaeus и Arkhon Infaustus
- Christophe — бас (1994—1997)
- Seth — гитара (1997—2000), принимает участие в Antaeus и Aosoth
- Hades — ирландская флейта и бомбарда (2004—2006)
- JuanJolocaust — ударные и перкуссия (1999—2009)

## Дискография
Демо и EP
- Chroniques du crépuscule (Autoproduction, 1997)
- MCD 2000 (Autoprodiction, 2000)

Студийные альбомы
- La chasse sauvage (Sacral Productions, 2001)
- Formors (Oaken Shield, 2005)